# Gervaisia fabbrii
Gervaisia fabbrii är en mångfotingart som beskrevs av Karl Wilhelm Verhoeff. Gervaisia fabbrii ingår i släktet Gervaisia och familjen Doderiidae. Inga underarter finns listade i Catalogue of Life.